# شاهزاده خليل
شاهزاده خليل (ولد وتوفي تقريباً في الفترة 1346-1362) كان أمير عثماني. كان والده السلطان أورخان غازي، الحاكم الثاني للإمبراطورية العثمانية. والدته هي ثيودورا قانتاقوزن خاتون، ابنة الإمبراطور البيزنطي جون الخامس. كان اختطافه حدثاً هاماً في العلاقات العثمانية البيزنطية في القرن الرابع عشر الميلادي.